# Mergin Sina
Mergin Sina (Trieste, 2 febbraio 1967) è un ex cestista e allenatore di pallacanestro statunitense con cittadinanza belga e kosovara.
È il padre di Jaren Sina.